# Wraith (Zak-Del)
Wraith (Zak-Del) es un personaje ficticio que aparece en los cómics estadounidenses publicados por Marvel Comics. Aunque Wraith aparece por primera vez en el prólogo como una visión,su primera aparición física fue en Annihilation Conquest: Wraith # 1 en "Annihilation Conquest"

## Historial de publicaciones
Wraith apareció por primera vez en Annihilation Conquest: Wraith # 1 (2007) y fue creado por Javier Grillo-Marxuach y Kyle Hotz. Wraith regresó en el relanzamiento de Guardianes de la Galaxia.

## Biografía ficticia
Wraith es el hijo del científico Kree Sim-Del, que creó una fuente de energía suficiente para "iluminar una galaxia entera". La sociedad de Kree lo desterró, pero continuó su trabajo, usando la fuente de energía para convertir el estéril planetoide que habitaba en un paraíso. El Kree entonces simplemente lo destruyó a él, a su esposa, y todo rastro de su trabajo. Sin embargo, su hijo fue expulsado en una nave de escape. La nave se desplazó hacia The Exoteric Latitude, el espacio de los Sin Nombre, una rama de los Kree que una vez fueron exploradores Kree antiguos que se perdieron hace miles de años y sus cuerpos fueron invadidos por el Exolon, parásitos que se alimentan de las almas de las criaturas vivientes. Los Sin Nombre convirtieron a Zak-Del en uno de ellos y rápidamente se infectaron con el Exolon. Como se había convertido en un Sin Nombre, fue sometido a infinidad de torturas autoinfligidas, ya que esta es la única forma en que un Sinnombre puede recordar su vida antes de perder su alma. Estaba obsesionado con la imagen del anillo de sello usado por el hombre que mató a sus padres, y eso es lo que lo lleva al espacio de Kree: a cazar a ese hombre. Wraith derrotó al líder de los Sin Nombre y robó su arma polimórfica y un barco que se transportó para viajar de regreso a la galaxia para perseguir al hombre. Aunque su tiempo con los Innombrables lo hizo bastante frío y muestra una eficiencia brutal como luchador, Wraith conserva algunos estándares pragmáticos pero morales.
Wraith se ve por primera vez cuando incapacita a todo un crucero de batalla Phalanx, llamando la atención tanto de la Falange como de las fuerzas de la Resistencia lideradas por Ra-Venn que se les opone. Como pudo hacer que la Falange sintiera miedo, ambas partes deseaban agregarlo a sus filas. Él es rastreado por la Falange hasta la base de la resistencia, y al permitirles escapar, es capturado y llevado ante Ronan el Acusador, jefe del imperio Kree desde el final de la Guerra de Aniquilación, ahora esclavo y Jefe Inquisidor de la Falange. Aunque Ronan somete a Wraith a todo tipo de horribles torturas, infligiendo más dolor del que Kree podría soportar, Wraith se niega a abandonar sus orígenes, lo que finalmente provocó que Ronan enfurecido intentara empalarlo con una gran púa. Wraith simplemente se detiene e inmediatamente sana. Ronan afirma que debido a su aparente inmunidad al dolor, él no es Kree, es otra cosa, como un espectro. Esto divierte al hijo de Sim-Del, y decide que Wraith es un nuevo nombre adecuado para él. Luego divulga sus orígenes e indica que se compadece de Ronan porque es un esclavo. El Acusador decide que la mayor tortura que podría infligir sería convertir a Wraith en esclavo de la Falange para siempre, e inmediatamente infecta a Wraith con la tecnología Phalanx.
Wraith no sucumbe, sin embargo, y simplemente se pone en estado de coma, lo que enfurece a Ronan personalmente y molesta a la Falange. Una visión de Sim-Del en la mente de Wraith lo convence de continuar luchando, ya que solo el castigo del hombre con el anillo de sello podría liberar el espíritu de él y de su esposa. Su padre también lo convence de que no puede encontrar al hombre solo, por lo que Wraith consigue la ayuda de Super-Skrull y Praxagora. El trío escapa y se encuentra con la Resistencia, salvándolos de un buque de guerra Phalanx. Aunque tiene interés en la guerra con la Falange, Wraith acepta la oferta de unirse a la Resistencia y luchar contra la Falange a cambio de su ayuda para rastrear a las personas que asesinaron a su familia. Con Wraith y la asistencia de la tripulación, la rebelión logra capturar a un científico de Phalanx que tiene información sobre la súper arma de la Falange. Después de determinar el punto de despliegue y el momento del ataque, la flota lanza una misión suicida para entregar a Wraith, Super-Skrull y Praxagora a la escena, donde se infiltran en la flota Phalanx y encuentran el arma, una Inteligencia Suprema infectada por Falange. Aquí Wraith vuelve a ver el espíritu de su padre, hablando a través de la Inteligencia, quien le ordena que no detenga el arma, sino que la active, y luego libere el Exolon y absorba el alma del Supremo, no solo salve al Kree, sino que también golpe masivo a la Falange. A pesar de la interferencia de Ronan, Wraith se las arregla para lograr esto, y convence a Ronan para que supere su vergüenza y lidere a los Kree contra sus captores. Él mismo permanece con la resistencia, sin revelar lo que realmente ha hecho, para luego usar el alma de la Inteligencia Suprema para convertirse en un faro de esperanza para la gente.
Wraith y sus aliados viajan al planeta Kree-Lar, un territorio cedido de los Kree que es el hogar de Ravenous (la ex mano derecha de Annihilus en la historia de "Annihilation") y enemigos de los Kree, a instancias de Ronan. Wraith deja en claro a Ronan su cautela y desconfianza de esta misión antes de que su nave sea atacada y enviada a estrellarse contra el planeta.. El grupo aterrizó en la superficie y descubrió que la Falange entablaba una guerra con los Ravenous, pero Wraith usa sus parásitos Exolon para paralizar la Phalanx y detener la lucha. Reconociendo que Wraith es la clave para lidiar con la Falange, Ravenous acordó permitir que el grupo vea a su líder. Durante la audiencia, Wraith demuestra sus poderes, el Hambriento antes de someterlo, lo que le permite a Ronan acceder a la cámara secreta debajo del trono. Ronan lidera a Wraith a los 15.000 Kree Centinelas que permanecen inactivos en la cámara, que Wraith y Praxagora reprogramaron para hacer que los centinelas fueran inmunes a las habilidades de Phalanx. Mientras Ronan lanza los 15.000 centinelas Kree a Hala para destruir a todos los Kree infectados con Phalanx y Phalanx en el mundo natal de los Kree, Hala, Wraith se queda a un lado en silencio mientras observa a Ronan poner en práctica sus planes y ordena a Ravenous que les consiga una nave para viajar a Hala. Al llegar al sistema espacial de Hala, el grupo se da cuenta de que otras fuerzas están luchando contra la Falange, Praxagora está poseída por Ultron, quien es el director principal de Phalanx Technarchy, y aturde a Wraith para que pueda transferir su esencia a los Centinelas y agregarlos a su ejército. Ultron mata a Praxagora y hace explotar la nave, pero Wraith y los demás son salvados por el campo de fuerza del Super-Skrull, que los lleva a la superficie de Hala. Al ver a Adam Warlock y Phyla-Vell luchando contra un Ultron de tamaño gigante, Wraith los ayuda usando el Exolon para atrapar a Ultron en su cuerpo actual, lo que le permite a Phyla-Vell acabar con él. Después de la batalla, Wraith usa su Exolon para purgar a los ciudadanos Kree infectados con Phalanx antes de continuar su búsqueda para encontrar al asesino de su familia.
Después de que Gamora mató a Thanos en Infinity Wars, Wraith asistió al funeral de Thanos y fue testigo de cómo Starfox les mostró a todos los invitados una grabación de Thanos que decía que había subido su conciencia a un nuevo cuerpo antes de su muerte. Mientras Wraith observa a todos debatir airadamente si Thanos estaba diciendo la verdad, son atacados por el Orden Negro, que roba el cuerpo de Thanos y abre un agujero en el espacio, enviando a Wraith y a todos los demás al desgarro. Wraith y muchos otros son salvados por Gladiador y el Imperio Shi'ar, lo que le permite a Starfox continuar reclutando guerreros para encontrar a Gamora, el candidato más probable para ser el nuevo cuerpo de Thanos. Wraith trae a colación el tema del Orden Negro, pero Starfox asegura que los están buscando y Nebula afirma que el equipo debería rastrear a Nova para encontrar la ubicación de Gamora. Los Guardianes Oscuros encontraron a Nova y lo emboscaron, hiriéndolo lo suficiente como para estrellarse contra un planeta. Wraith le exige a Nova que le diga la ubicación de Gamora, indicando el hecho de que no quiere hacerle daño si no es necesario. Wraith también revela que su razón para ayudar a Starfox es para poder encontrar a Knull, la antigua deidad primordial malévola que creó el Klyntar y el Exolon. Wraith quiere que Knull lo libere de los parásitos Exolon. Cuando Gladiador y Cosmic Ghost Rider le ordenan que retroceda, Nova tiene la oportunidad de volar de nuevo, pero el equipo planea localizarlo nuevamente. Como predijo Nebula, Nova los lleva a Gamora, que estaba sobre la nave de Star-Lord, y atacan. En medio de la caótica batalla, Starfox y su equipo abrumaron fácilmente a los Guardianes y capturaron a Gamora. Después de entregar a Gamora a Starfox, Wraith exigió que Starfox mantuviera su parte del trato. Starfox le entregó a Wraith una unidad flash de toda la información que recopiló sobre Knull, aunque le dijo a Wraith que la información no era mucha. Cuando el Orden Negro y Hela aparecieron, Wraith no intervino ya que ya tenía lo que necesitaba.
Finalmente, Wraith localizó a Knull en Klyntar y descubrió que los Exolon eran vástagos descartados creados por Knull, y se los quitó. Después de ser expulsado al espacio por Knull, descubrió que Knull también tiene un opuesto, un dios de la luz, y lo transportó a la Tierra para decirle a Eddie Brock y murió en el proceso.

## Poderes y habilidades
Wraith es un luchador experimentado y posee un arma polimórfica no identificada que puede adoptar una variedad de formas, incluyendo una pistola, un látigo, una cuchilla pequeña y dispositivos como binoculares. Como Kree, Wraith posee la fisiología única de su especie, tiene atributos naturales mucho mayores que un humano y es resistente a venenos, toxinas y enfermedades. Debido a los parásitos Exolon que infectan y mantienen su cuerpo, posee una mayor velocidad, fuerza y agilidad que un Kree normal, así como la capacidad de curarse incluso de las heridas más graves. Tampoco envejece y no puede morir, al menos no se ha demostrado todavía de ninguna manera. Convocando enjambres de Exolon, puede infundir miedo en sus oponentes y, debido a que el Exolon se alimenta de almas, aparecen enjambres —al menos para la Falange— para devorar el alma expuesta de un ser vivo. Debido a la naturaleza de los Sin Nombre y sus rituales de infligirse dolor a sí mismos, también tiene una tolerancia anormalmente alta al dolor, no grita ni reacciona negativamente. Debido a que no está vivo en el sentido convencional, Wraith también tiene un grado inespecífico de inmortalidad y es inmune a los escáneres, ya que no se identifica como una forma de vida. El Exolon también otorga a Wraith la capacidad de absorber explosiones de energía y las almas de otros seres.

## En otros medios

### Televisión
- Wraith aparece en Guardians of the Galaxy, con la voz de Jeff Bennett. En esta serie, Wraith inicialmente tiene una apariencia Kree más normal, pero gradualmente se parece más a su versión cómica en cada una de sus apariciones, y hay referencias a los parásitos de Exolon en su cuerpo. 
  - En el episodio de la temporada 1, "El Juicio de Gamora", es el primer oponente de Gamora en las pruebas en las que Ronan el Acusador tiene al Gran Maestro transmitido desde su estación espacial Conjunción. Su historia de fondo es que Gamora trajo al padre de Wraith y su invento a Ronan el Acusador, que tenía planes de usar la invención como arma, solo para que el padre de Wraith se arrojara a sí mismo y al invento en el agujero negro más cercano. Gamora fue capaz de derrotarlo y tomar su arma polimórfica. Cerca del final del episodio, Wraith, Jarhead y una bestia elemental confrontaron a Ronan el Acusador y Nebula para vengarse de ellos cuando se dieron cuenta de que Gamora estaba actuando bajo las órdenes de Ronan el Acusador y que no era la culpable.
  - En el episodio de la temporada 2 "Solo una Broma", revela que Wraith tiene una reputación como asesino y cazador de recompensas que se especializa en armas polimórficas. Después de ser arrestado por Nova Corps, y el resto de los Guardianes intentan saquear su guarida abandonada, solo para encontrarse con una peligrosa arma de Tactigon (que en realidad fue un desastre que Yondu plantó para bromear con Star-Lord) que automáticamente inicia su programa de detonación. Mientras los Guardianes intentan colocar el arma en un contenedor de estasis de tiempo en Xandar. En la base Nova, Wraith ya salió de su celda y se encontró con el equipo. Enojado de que saqueen su alijo de armas, Wraith se pelea con ellos y exige que le digan lo que le quitaron. Durante la pelea, Wraith revela que no tiene conocimiento del arma que tenían antes de ser congelados por Star-Lord. Después de que el arma desatara una simple pero potente bomba de sumidero, Wraith fue presuntamente escoltado hasta su celda o pudo escapar durante el caos.
  - En el episodio de la temporada 3 "El dinero lo cambia todo", Rocket Raccoon compite con Wraith en aprehender al estafador alienígena Ichthyo Pike. A lo largo del episodio, Wraith alude a los parásitos de Exolon que habitan en su cuerpo y muestra los poderes que le otorgan mientras lucha con Rocket sobre Pike. Mientras que Rocket pudo llevar a Pike a Nova Corps, Irani Rael afirma que los sensores de su vida no detectaron a Wraith y afirma que Rocket Raccoon tendrá que trabajar para teletransportar la sede central de Nova Corps a Xandar. Como Rocket Raccoon secuestra una nave de Nova Corps para encontrar más recompensas para pagar la deuda, Wraith planea reclamar la recompensa en la cabeza de Rocket. En el episodio "Gotta Get Outta Place", Wraith hace un cameo como uno de los muchos testigos convocados por Phyla-Vell para testificar contra los Guardianes de la Galaxia después de que fueron acusados por un crimen en el Monumento de la Justicia de Kree.

### Videojuegos
- Wraith aparece en Marvel Avengers Alliance.[21]
- Wraith aparece como un ciudadano de Toy Box en Disney Infinity 2.0 y Disney Infinity 3.0.[22]
- Wraith aparece en Minecraft como un aspecto DLC en el paquete de aspectos Guardianes de la Galaxia.[23]